# 奧克薩山
12°05′18″S 76°03′42″W / 12.08833°S 76.06167°W
奧克薩山（Uqsha），是秘魯的山峰，位於該國中南部利馬大區，由聖洛倫索德金蒂區和坦塔區負責管轄，屬於秘魯中部山脈的一部分，海拔高度4,800米。